# 王昌龄
王昌齡（698年？—755年？），字少伯，京兆人:127，（一說太原人），因為曾做江寧丞及龍標尉，人稱王江寧或王龍標:303。
王昌齡曾高中進士及博學宏詞試，先後授官校書郎、汜水尉、江寧丞，兩度被貶謫南方。王昌齡是盛唐邊塞派詩人，善寫七絕，被推許為「詩天子」、「七絕聖手」，作品感情充沛，形象動人，景象含蓄，韻味深長，其邊塞詩代表了盛唐氣象，著名詩作有《出塞》、《從軍行》等。王昌齡也善寫閨怨詩與宮怨詩，名作有《閨怨》、《長信秋詞》。文學評論方面，王昌齡撰有《詩格》，討論作詩如何謀篇佈局，引發靈感及呈現物色，使氣勢貫通無礙，其文論受到佛教唯識宗思想影響。

## 籍贯
《新唐书》卷二〇三《文艺传》下说是江宁（今南京）人，傅璇琮认为可能是王昌龄做过江宁丞，又被后人称为“王江宁”而误为籍贯江宁。
殷璠《河岳英灵集》卷中“王昌龄”条又稱：“太原王昌龄”。《唐才子传》从《河岳英灵集》，认为王昌龄为太原人。傅璇琮《唐才子传校笺》提到王昌龄有《宿灞上寄侍御玙弟》一詩，認為王璵时任侍御史，與王昌龄同族；又据《新唐书》卷七二《宰相世系表》所载“琅琊（今青岛市黄岛区）有方庆、璵……”与《博异志》載“琅琊王昌龄自吴抵京国”句，认为：“则王璵之族望为琅琊，王昌龄当亦同此。又《博异志》有《王昌龄》一篇，起首曰：‘開元中，琅琊王昌齡自吳抵京國。’《博异志》为唐人传奇，所载大多怪诞不经，然称王昌龄为琅琊，当亦有所本。”进一步认为太原或琅琊可能是郡望，《旧唐书·文苑传》所称京兆（即长安，今陕西省西安市）人，才是他的实际居住地。

## 生年
王昌龄生年不可确考。傅璇琮根据王维称其为“江宁大兄”及岑参与王昌龄同年所做诗都称王昌龄“白首”、“空老”，推算王昌龄生年当在690年左右到701年之间。闻一多《唐诗大系》则定为698年，所据不明。

## 生平
王昌龄父母家庭已不可考，只知其早年生活较为贫困。王昌齡年輕時曾自長安出發，東遊汴、宋等州，小住在河南嵩山，曾向道士求煉丹及道經。723年，王昌齡自嵩山北向進入河東境，想藉唐玄宗出巡河東之便，找尋仕進機會，但並無所得，遂返回關中，向吏部侍郎李元紘上書求薦拔，並無收穫:129-131，約725年，王昌齡有西北塞外之行，此行旨在進入軍幕，投筆從戎，以謀仕進之路，但並無所成，於726年秋從西北塞外歸來:135、4。（芳村弘道則認為王昌齡最遠只到了涇州，沒有再西進:121。）
727年，王昌齡進士及第，一起登第的還有好友常建。728年，與入京的孟浩然交遊。731年高中博學宏詞試，授官秘書省校書郎:136、5、138，734年再應博學宏詞試，及第後授職汜水尉。735年，王昌齡被貶謫，行至江陵一帶，受孟浩然的邀約，住了下來。739年，朝廷又申前令，王昌齡被貶至嶺南:139、142、144（一說貶謫為郴縣縣令:129），前往至桂陽。同年唐玄宗大赦天下，王昌齡次年即自桂陽北返，途經襄陽，再與孟浩然會晤歡聚，飲宴後不久孟浩然遽然死去。王昌齡沿漢水東下，至江南探問母親，然後循運河返回京城:7、143-144。
741年，王昌齡重獲起用，授為江寧丞，他對這職位不甚滿意。745年，王昌齡曾到長安住下，與李白、王維交遊，同年底離開長安:10、13。天宝二年（743年）至天宝十二载之间（753年），因“不護細行，屢見貶斥”，被贬为龙标（湖南省黔阳县）尉，世人又称他王龙标。
安史之亂爆發後，王昌齡北上回鄉。天宝十四载十月至至德二载（757年）之间被刺史闾丘晓所杀。据说高适曾为此而为王昌龄伸冤。

## 詩歌
王昌齡詩歌感情充沛，形象動人，景象含蓄:117，七絕情景相生，興象高遠，充滿感人力量:309，在唐代十分流行:115，廣為世人傳唱:119。今存世詩歌有196首，其中邊塞詩有25首:162、185，代表了盛唐氣象。《出塞》其一：「秦時明月漢時關，萬里長征人未還。但使龍城飛將在，不教胡馬渡陰山。」詩句言簡意賅，勾勒出明月照著關塞那種荒寒寂寞的景象，表現千古以來所有征人的悲哀，意境廣闊:309、315，在明月和關塞漠然無言的見證下，戰爭不斷發生，而士卒仍然一代又一代地邁向沙場，老死邊塞:80；只要有一個像李廣那樣有膽略有勇氣的將軍，就絕不會讓胡人的兵馬來到我們的土地上:315-316。《從軍行》其四：「青海長雲暗雪山，孤城遙望玉門關。黃沙百戰穿金甲，不破樓蘭終不還。」寫出邊疆地帶的廣遠、陰慘和寒冷，將士身經百戰，身上的鐵甲都磨穿了，但若不為國建立功勳就永不回去，詩歌充滿奮發高揚的精神:309、313-314。《從軍行》其五：「大漠風塵日色昏，紅旗半卷出轅門。前軍夜戰洮河北，已報生擒吐谷渾。」廣闊的沙漠上，狂風和沙塵使日光昏暗，軍隊在風沙中從軍營趕赴戰場，不久得到前軍的捷報，昨天夜裏在洮河以北已俘虜了一批外敵:309、314-315。《江山聞笛》描述從笛聲想到自己個人的感遇身世，飄泊生涯，進而想到江山別離之苦，征夫走卒遷人謫客之痛，或北到胡關，或南越楚山，殘秋霜月，此情此景，咸從笛聲傳出表達:112。

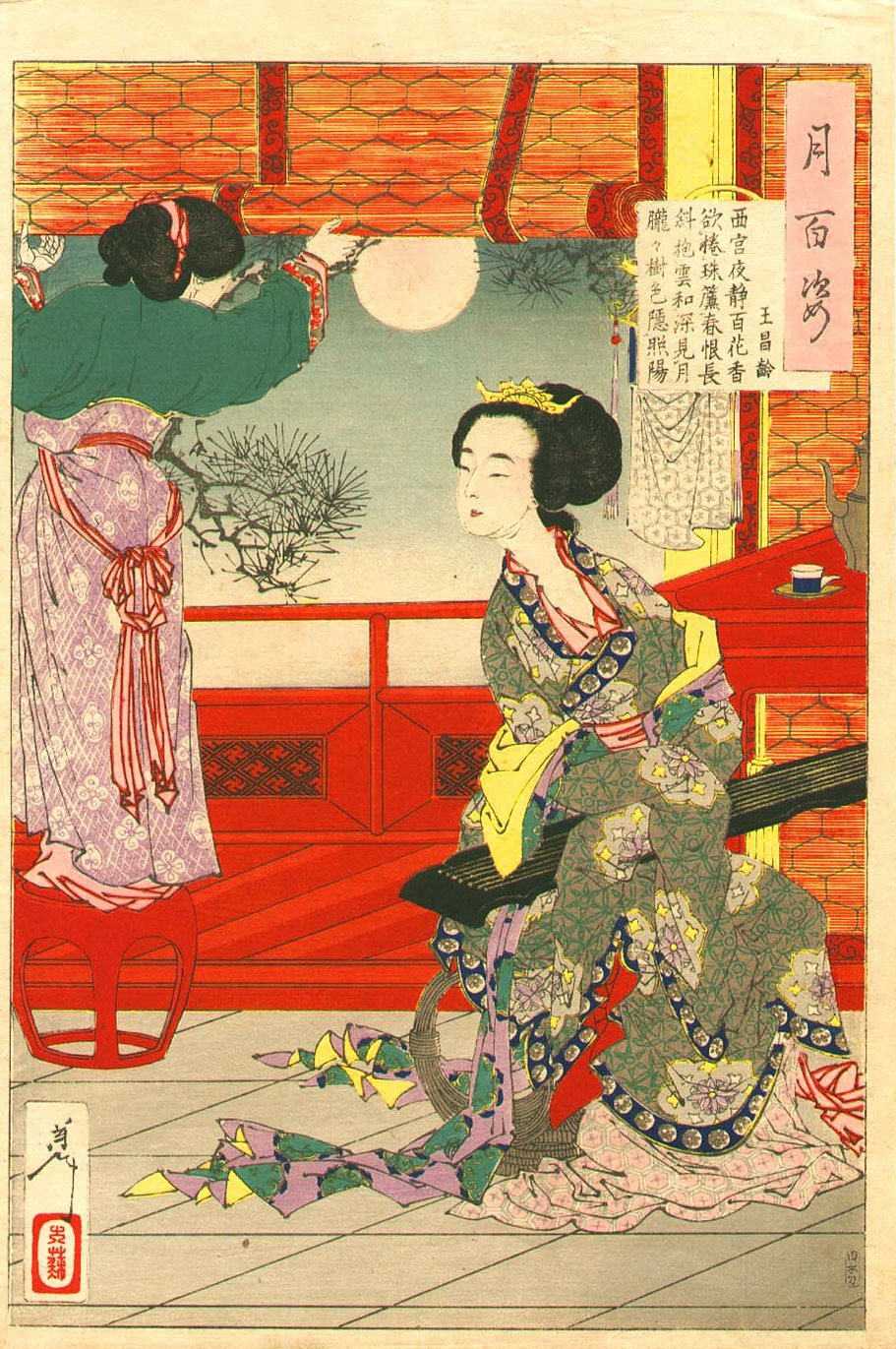
王昌龄《西宮春怨》詩意图，选自月冈芳年《月百姿》

王昌齡今存閨怨詩22首:185。《閨怨》：「閨中少婦不知愁，春日凝妝上翠樓。忽見陌頭楊柳色，悔教夫婿覓封侯。」前半寫少婦的快樂，在大好春日打扮得漂漂亮亮地「上翠樓」觀賞美好春景；面對如此美好景色，但夫婿卻遠別以覓封侯，後悔的心情頓然而生，更何況當時是自己要他去的，想想當時真是不識愁滋味:40。王昌齡擅長寫宮怨詩，《西宮春怨》描述春夜百花飄香，一位宮人寂處西宮，聽到樹外昭陽殿傳來的笑聲笑語，使她的孤寂更加難受，唯有退居房子深處，以琵琶自娛自解:91、96。《長信秋詞》：「奉帚平明金殿開，暫將團扇共徘徊。玉顏不及寒鴉色，猶帶昭陽日影來。」寫班婕妤在長信宮寂寞孤獨的生活:300-301，用「玉顏」和「寒鴉」的對比所產生的反諷表露怨情:32，寒鴉尚能分得一點日照的光彩，自己卻得不到君王的一點思念:302。
王昌齡今存離別詩有50首，多用五言古體詩及五、七言絕句，充滿真實樸素的惜別深情:162-163、165。其詩往往描寫月夜之景，多寫水邊的景象:177、166，月字往往跟水、波、江、山、夢等字配合使用，月表示孤單和懷念，水、波、江和夢是表示聯繫分居兩地朋友間的感情:90。《芙蓉樓送辛漸》其一：「寒雨連江夜入吳，平明送客楚山孤。洛陽親友如相問，一片冰心在玉壺。」孤獨的遊子乘舟浮江，相隔千里的人靠明月連在一起，充滿清澈的寒涼感覺:166，舟行於寒雨連江之夜，透露了道途的艱難和詩人的不安，末句借用鮑照的「清如玉壺冰，何慚宿昔意」來表示自己的潔白:86。《送劉十五之郡》描述清曉的江面寒霧籠罩，友人跨馬來到江邊，一葉扁舟將載友人直赴洛陽，抬頭只見朦朦月光，隱現空中:168。送別詩裏用「雲」字來封句，是王昌齡喜用的手法，如《巴陵送李十二》末句「日暮蒹葭空水雲」:88。羈旅詩《太湖秋夕》表達了作者秋日傍晚獨宿太湖孤舟時的感懷:170，「水宿煙雨寒，洞庭霜落微」，以煙雨、霧、月光、雁聲的意象，觸發憂愁的情調:119。

## 文學評論
王昌齡撰有《詩格》兩卷，部份保存在日僧空海《文鏡秘府論》中。他分析出四種類型的詩歌傳統，每種代表一個不同的歷史階段。第一種是發於自然，源自生民的原始生活狀態，如「日出而作」。第二種是說理衛道的詩歌，《詩經》是其代表作。第三種內容主要是哲理的，《易經》繫辭是其代表作:36-37。第四種是由賈誼開始的抒情詩，到建安時期趨於成熟。王昌齡認為六朝詩歌，除謝靈運和鮑照以外，一般比較細瑣和欠缺生活內容。王昌齡談到三種不同的「意」：思想、感情、「興感」（靈感）:38-39，興感源於實際的或想像的世界。王昌齡強調詩人的心必須能「通寂」，即心在非常寂靜而無雜念的狀態。安眠可以神安心暢，而神怡心暢是作詩必不可少的條件。作者的精神必須無所牽掛，而後能超越自身，透澈外物，並融合大千。從想像找「意」的方法有三種，第一是「忘身」，讓想像自由馳騁，第二是休息養神，第三是抄集詩人妙句作一本「隨手卷子」:40-42。在創作開始的階段，要超越時空的限制，進入一種超經驗的領域，將外在現實轉化為內在心象，是一種不自覺的忘我境界:89。詩歌乃抒發憤氣之作，由於「中心不快，眾不我知」，更需要詩歌用強烈的藝術力量來表現:57。
聲律方面，王昌齡認為如果律可能有礙意的表達，則詩人應棄律就意。關於調聲，寫五言古詩時，王昌齡指明了「輕」和「重」（即每字聲母）的分別，強調一句的第一字和第五字都應是「輕」字則即使中間三字全是重字，全句的音調即可安穩。王昌齡把一首詩分為三部份：頭、肚、尾，當中以頭最重要，因為詩頭的作用是點明詩題，立下色調，並決定全詩的行文組織。「肚寬」的作用，除了可使詩篇獲得豐富多彩的容顏物色，還可以帶給詩「百般縱橫，變動數出」的機會:42、46。王昌齡對如何表達所呈現的物色，提出四種方法，第一是聯想，第二是誇大，第三是先注意一個近物，然後擴展視界，第四是直言其事。王昌齡另作有「十七勢」，提出比較詳盡的技術問題，以處理詩頭、肚、尾的結構:49-50、53，表現詩人如何謀章取句。「勢」既有關於結構，也有關於氣勢，雖然每一勢著重處理一首詩中的一部份，整體來說是為了將各部份銜接在一起，使從頭到尾氣勢貫通無礙。如第一勢「直把入作勢」，說的是一開如就點明詩篇的主題:67、53-54；第二勢是「都商量入作勢」說明是詩的起頭兩句還未建立詩題的範圍，而詩的主要內容和主旨則在第三、第四或第五句才入手；第六勢是「比興入作勢」，說明第一句除了交代場合及建立情緒氣氛外，尚含比興的作用:56、59。
王昌齡的詩論受佛教影響。他根據題材將詩境分為三大類：物境、情境、意境，物境是一種超經驗的直覺觀照:49-50、54，意境是純粹主觀的產物，情境則是「被主觀作用所變化的客觀境」。此說三境說源自唯識宗「三類境」之說:56、58、49。王昌齡文學創作論以「意」為中心，也是借鑑佛教「意」和「意識」的觀念:96。

## 作品
《新唐书·艺文志》著录“王昌龄集五卷”，北宋时的《崇文总目》载王昌龄诗一卷，南宋时《郡斋读书志》载王昌龄诗六卷，《直斋书录题解》载王江宁集一卷，《宋史·艺文志》载王昌龄集十卷。这些卷本均已亡佚。日本僧人遍照金刚元和元年（806年）返回日本携有《王昌龄集》一卷，也已亡佚。
其诗今存180多首，《全唐诗》编为四卷。王昌龄诗可分为两类，一类是以《出塞》、《从军行》为代表作的边塞诗，另一类是描写妇女生活的诗，代表作有《采莲曲》、《越女》等，閨怨詩為其擅長的類型。
| 出塞                                                        | 采莲曲                                                      |
| ----------------------------------------------------------- | ----------------------------------------------------------- |
| 秦時明月漢時關 萬里長征人未還 但使龍城飛將在 不教胡馬度陰山 | 荷葉羅裙一色裁 芙蓉向臉兩邊開 亂入池中看不見 聞歌始覺有人來 |

《新唐书·艺文志》载王昌龄《诗格》二卷，《直斋书录题解》载《诗格》一卷，《诗中秘旨》一卷。现存《诗格》和《诗中秘旨》各一卷收于明朝的《格致丛书》。这两本书是否为王昌龄所撰，后世一直有怀疑，可能是伪托，也可能只是部分内容为王昌龄所写。《直斋书录题解》杂家类还载有《瑞应图》十卷，认为可能是王昌龄作。《新唐书·艺文志》著录有郗昂《乐府古今题解》三卷，下注“一作王昌龄”，书已亡佚。
王昌龄现存文章六篇，载于《全唐文》。

## 評價
王昌龄交游广阔。与李白有很深的友情，与边塞诗人岑参、高适、李颀、王之涣也有交情，与诗人王维、孟浩然、崔国辅、储光羲、常建也有往来。
与王昌龄同时代出版的《河岳英灵集》选诗以“声律风骨”为标准，选王昌龄诗最多，达16首，认为他的诗继承了建安文学的风骨。到晚唐时，顾陶《唐诗类选》已将他评为仅次于杜甫李白的诗人。
王昌齡受推許為「七絕聖手」:41，唐代殷璠讚許王昌齡真正能繼承建安風骨，「驚耳駭目」:56，是東晉以後幾百年間內振起頹勢的「中興之作」，認可王昌齡與儲光羲可與曹植、謝靈運並駕齊驅。晚唐時流行的一部說詩雜著《琉璃堂墨客圖》，尊稱王昌齡為「詩天子」:125、34。南宋嚴羽認為王昌齡詩可說是透徹玲瓏，無跡可求，言有盡而意無窮。明清時的詩評家推許《出塞》其一（秦時明月漢時關）為唐人七絕的壓卷之作，是唐代七絕第一:150、78、68。明代胡應麟讚賞王昌齡詩意味無窮：「優柔婉麗，意味無窮，風骨內含，精芒外隱，如清廟朱絃，一唱三嘆。」:41清代沈德潛欣賞王昌齡詩耐人尋味：「龍標絕句，深情幽怨，音旨微茫，令人測之無端，玩之無盡。」:309在宋代，王昌龄的七绝就和李白的相混淆。明清时期文人更是多将他与李白并称，而清初的王夫之更将他的七绝推为唐人第一。